# Río Negro (tỉnh Argentina)
Río Negro là một tỉnh của Argentina, nằm ở rìa phía bắc của Patagonia. Các tỉnh giáp ranh bao gồm: Chubut, Neuquén, Mendoza, La Pampa và Buenos Aires. Tỉnh này giáp vùng Los Lagos của Chile và Đại Tây Dương về phía đông.
Thủ phủ tỉnh là thành phố Viedma. Các thành phố quan trọng khác bao gồm Bariloche, Cipolletti và General Roca.

## Liên kết
- Official Site (Spanish)
- Secretary of Tourism (English, Spanish and Portuguese)
- Guía web de Río Negro Lưu trữ ngày 23 tháng 11 năm 2010 tại Wayback Machine
- Río Negro info Lưu trữ ngày 16 tháng 7 năm 2012 tại Wayback Machine (English)
- images of Rio Negro near Los Andes Lưu trữ ngày 3 tháng 11 năm 2020 tại Wayback Machine
- Pictures of Río Negro Lưu trữ ngày 12 tháng 9 năm 2012 tại Wayback Machine
- “Rio Negro Photography”. Patrick Esmonde. Bản gốc lưu trữ ngày 10 tháng 7 năm 2011. Truy cập ngày 28 tháng 6 năm 2003.